# Novomoguiliovski
Novomoguiliovski - Новомогилёвский (rus) - és un khútor, un poble, de la República d'Adiguèsia, a Rússia. Es troba a la vora dreta del riu Une-Ubat, a 10 km a l'est de Takhtamukai i a 86 km al nord-oest de Maikop, la capital de la república.
Pertany al municipi de Xendji.